# Локхарт, Джеймс
Джеймс Лоуренс Локхарт (англ. James Lawrence Lockhart; род. 16 октября 1930, Эдинбург) — шотландский дирижёр.
Учился в Эдинбургском университете, затем окончил Королевский колледж музыки. Работал репетитором в Мюнстерском городском театре (1955—1956), затем ассистентом дирижёра в Баварской опере. В 1957—1959 гг. руководил оперной мастерской в Техасском университете в Остине. Затем вплоть до 1968 гг. ассистент в Ковент-Гардене, в 1968—1972 гг. музыкальный руководитель Уэльской национальной оперы. В 1972—1978 гг. руководил Кассельской оперой, став первым британцем, возглавившим в Германии оперный театр. В 1981—1991 гг. возглавлял Оркестр Рейнской филармонии, а до 1988 г. также и Кобленцскую оперу. Одновременно в 1986—1992 гг. заведовал оперным отделением Королевского колледжа музыки.
Записал несколько альбомов вместе с Маргарет Прайс, аккомпанируя ей не только во главе Лондонского симфонического оркестра, но и как пианист. Несколько записей осуществил также в Кобленце (в том числе оперу Карла Диттерса фон Диттерсдорфа «Доктор и аптекарь») и в Касселе.